# شیر بربری
شیر بربری (نام علمی: Panthera leo leo) که به نام شیر اطلس و شیر شمال آفریقا و شیر مصری نیز شناخته می‌شد، جمعیتی از شیر بود که در سده ۲۰ میلادی در حیات وحش، منقرض شد. زیستگاه پیشین این جانور گستره‌ای بود که از شمال آفریقا آغاز می‌شد و مصر و مراکش را در بر می‌گرفت.

## مشخصات

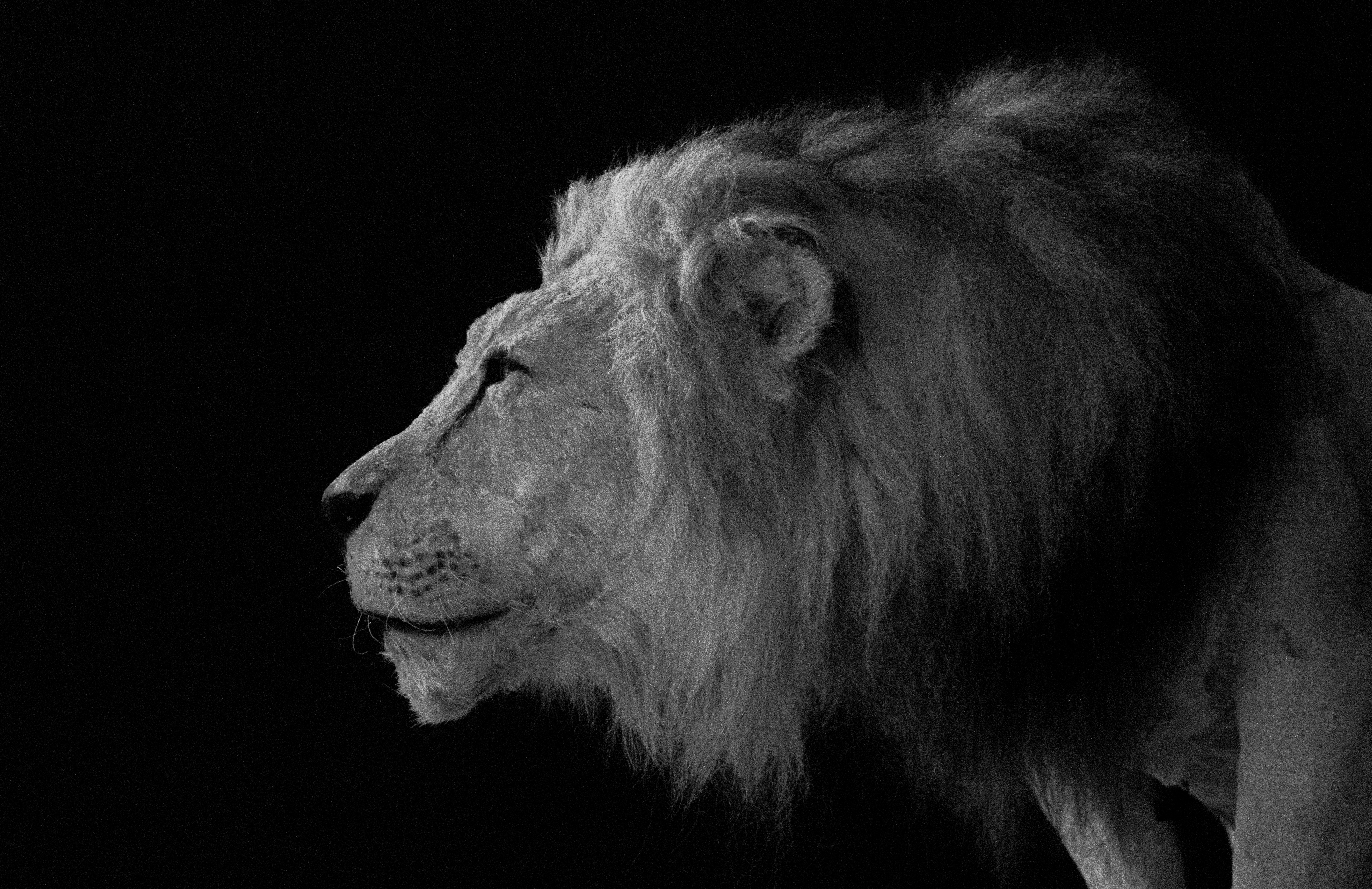
شیر بربری

شیر بربری ادعایی در باغ وحش رباط، مراکش
یک شیر بربری در باغ وحش برانکس، ۱۸۹۷
رنگ نمونه‌های جانورشناسی شیر بربری از روشن تا مایل به تیره است. پوست شیر نر یال‌هایی با رنگ و طول متفاوت داشت. طول سر تا دم نرهای پرشده در مجموعه‌های جانورشناسی از ۳۰۰ تا ۴۰۰ سانتی‌متر  و ماده‌ها حدود ۲۰۰تا ۳۰۰سانتی متر  متغیر است. اندازهٔ جمجمه از ۳۰٫۰۸ تا ۳۷٫۲۳ سانتی‌متر (۱فوت ۰٫۱۵ اینچ تا ۱ فوت ۲٫۶۶ اینچ) متغیر بود. برخی از یال‌ها روی شانه و زیر شکم تا آرنج کشیده شده‌اند. موی یال ۸ تا ۲۲ سانتی‌متر (۳٫۱ اینچ تا ۸٫۷ اینچ) طول داشت.
در گزارش های شکارچیان قرن ۱۹، شیر بربری بزرگترین شیر با وزن نرهای وحشی از ۲۰۰ تا ۳۰۰ کیلوگرم  بود.  با این حال، صحت چنین داده‌هایی که در میدان اندازه‌گیری می‌شوند مشکوک است. شیرهای اسیر بربری بسیار کوچکتر بودند اما در شرایط بدی نگهداری می شدند که ممکن بود به اندازه و وزن کامل خود نرسیدند.
مدت‌ها تصور می‌شد که رنگ و اندازهٔ یال شیرها یک ویژگی مورفولوژیکی کاملاً متمایز است تا وضعیتی فرعی به جمعیت شیرها بدهد. رشد یال با سن و بین افراد از مناطق مختلف متفاوت است، بنابراین یک ویژگی کافی برای شناسایی فرعی نیست. اندازهٔ یال‌ها به عنوان مدرکی برای‌تبار شیرهای بربری در نظر گرفته نمی‌شود. در عوض، نتایج تحقیقات DNA میتوکندری از تمایز ژنتیکی شیرهای بربری در یک هاپلوتیپ منحصربه‌فرد موجود در نمونه‌های موزه‌ای که تصور می‌شود از تبار شیر بربری است، پشتیبانی می‌کند. وجود این هاپلوتیپ یک نشانگر مولکولی قابل اعتماد در نظر گرفته می‌شود. برای شناسایی شیرهای بربری اسیر یال‌ها با موی بلند درنظر گرفته می‌شود. شیرهای بربری ممکن است به دلیل دمای پایین‌تر در کوه‌های اطلس نسبت به سایر مناطق آفریقایی، به‌ویژه در زمستان، یال‌های موی بلندی ایجاد کرده باشند. نتایج یک مطالعهٔ طولانی مدت بر روی شیرها در پارک ملی سرنگتی نشان می‌دهد که دمای محیط، تغذیه و سطح تستوسترون بر رنگ و اندازهٔ یال شیر تأثیر می‌گذارد.

## وضعیت
واپسین باری که شیر بربری در حیات وحش دیده شد سال ۱۹۲۲ بود که شیری در کوه‌های اطلس با شلیک گلوله کشته شد. باور بر این است که شیر بربری در اسارت نیز منقرض شده باشد؛ با این حال احتمال این هست که بازماندگان این شیر که در باغ وحش‌های خصوصی یا سیرک‌ها نگهداری می‌شدند هنوز زنده باشند. چنین چیزی اما تاکنون از لحاظ ژنتیکی ثابت نشده‌است. دو گوشتخوارسان دیگر آن منطقه با نام‌های خرس اطلس و پلنگ بربری نیز امروزه منقرض شده‌اند یا در نزدیکی انقراض هستند.

## نگارخانه

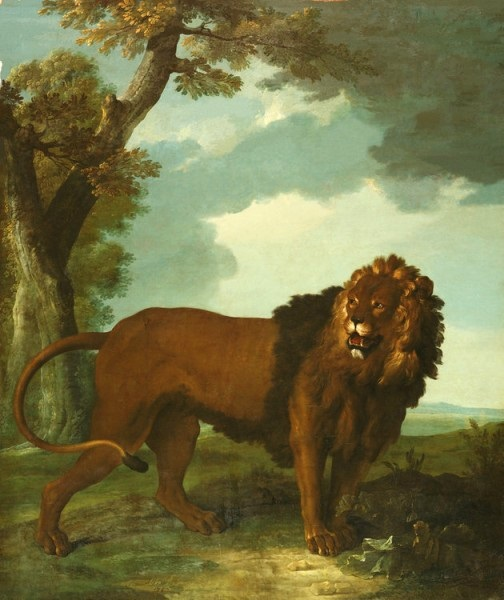
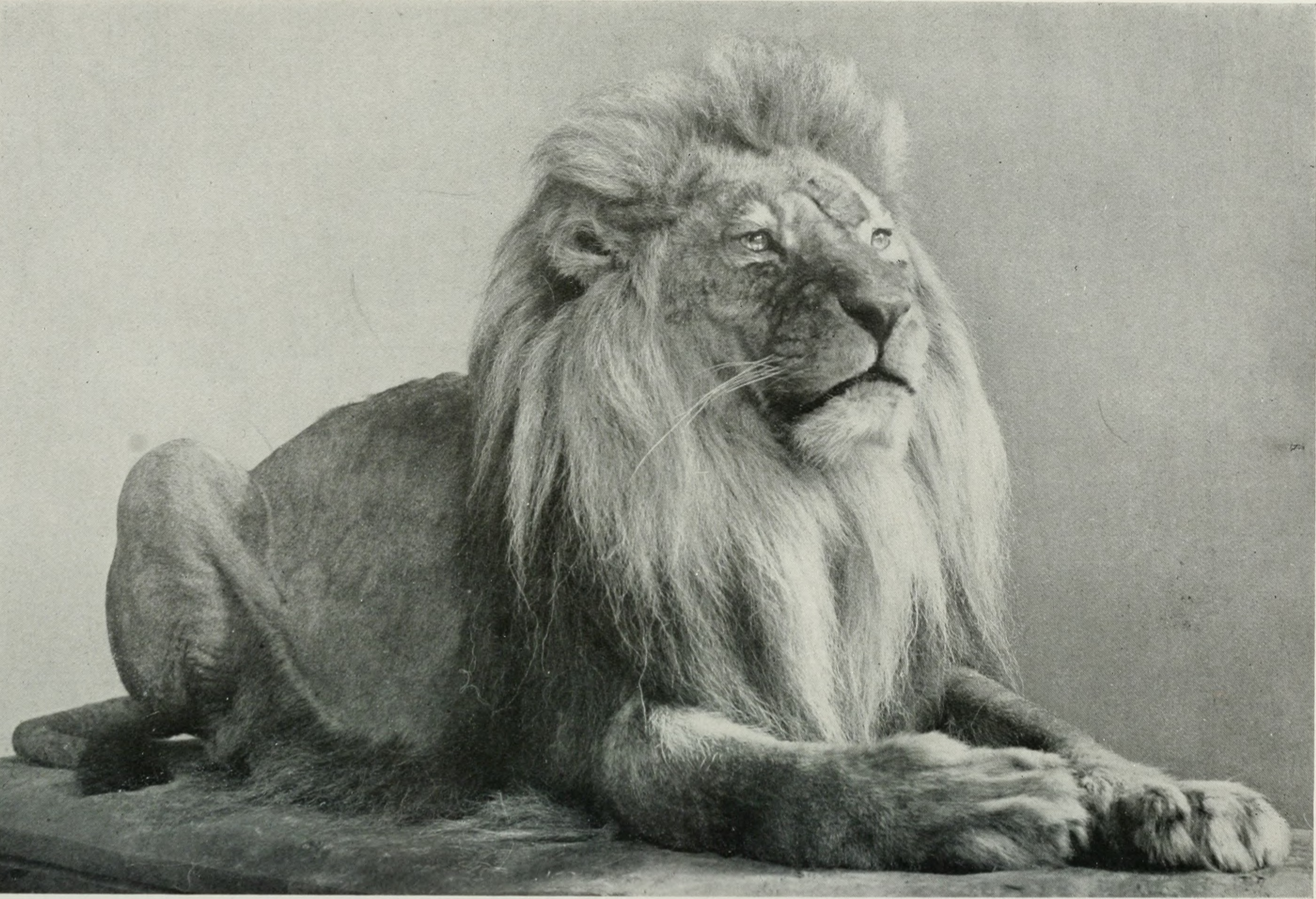
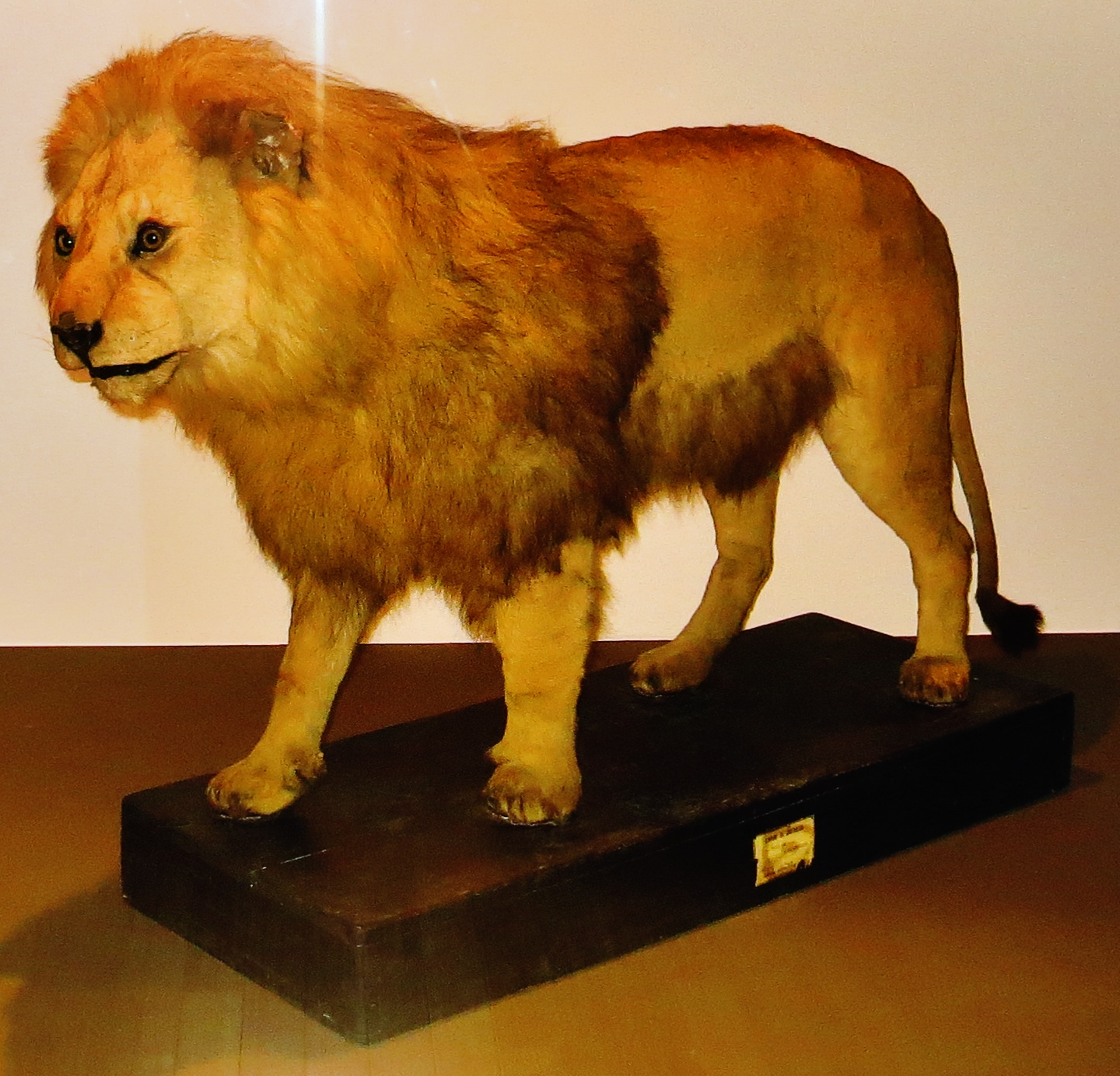
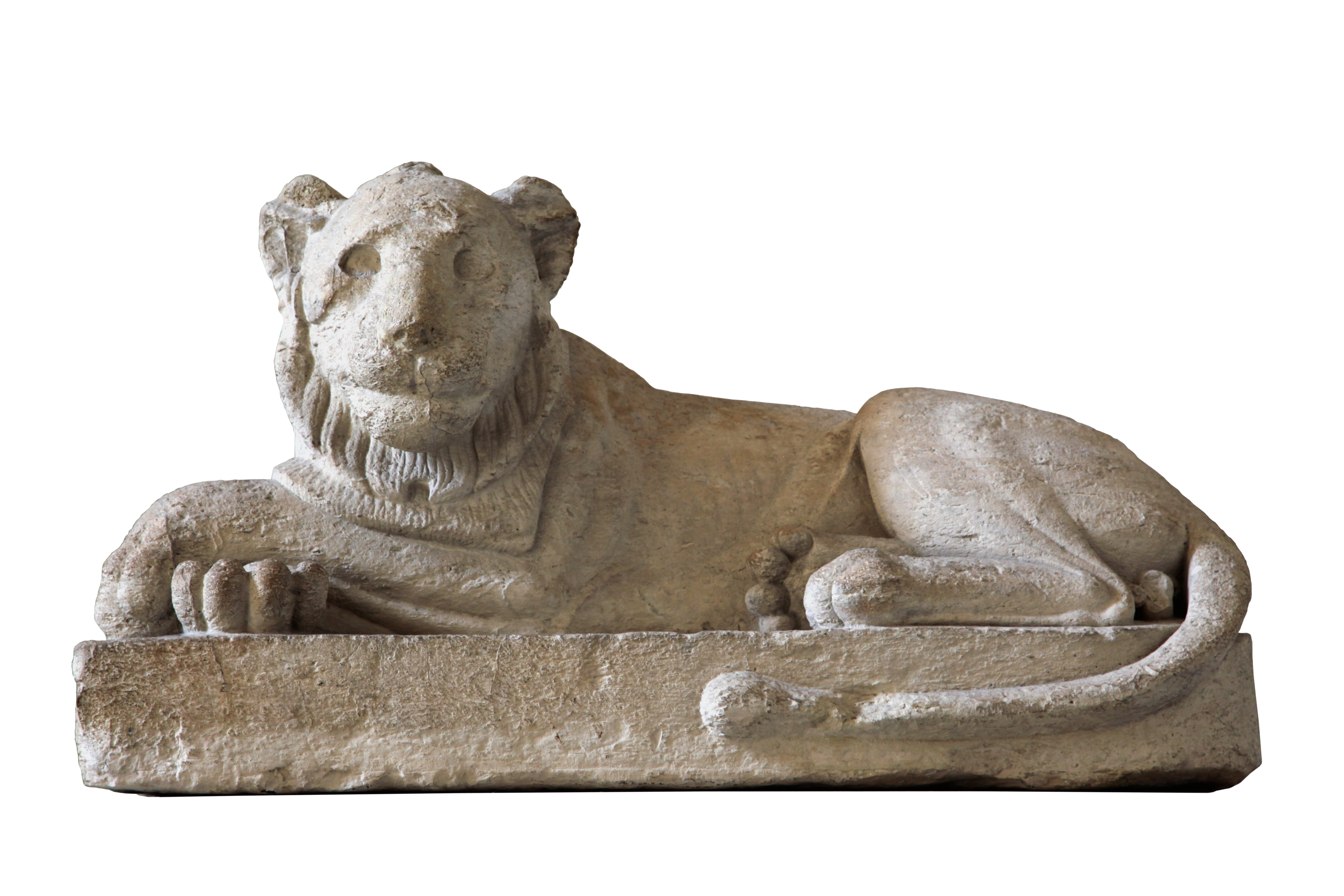
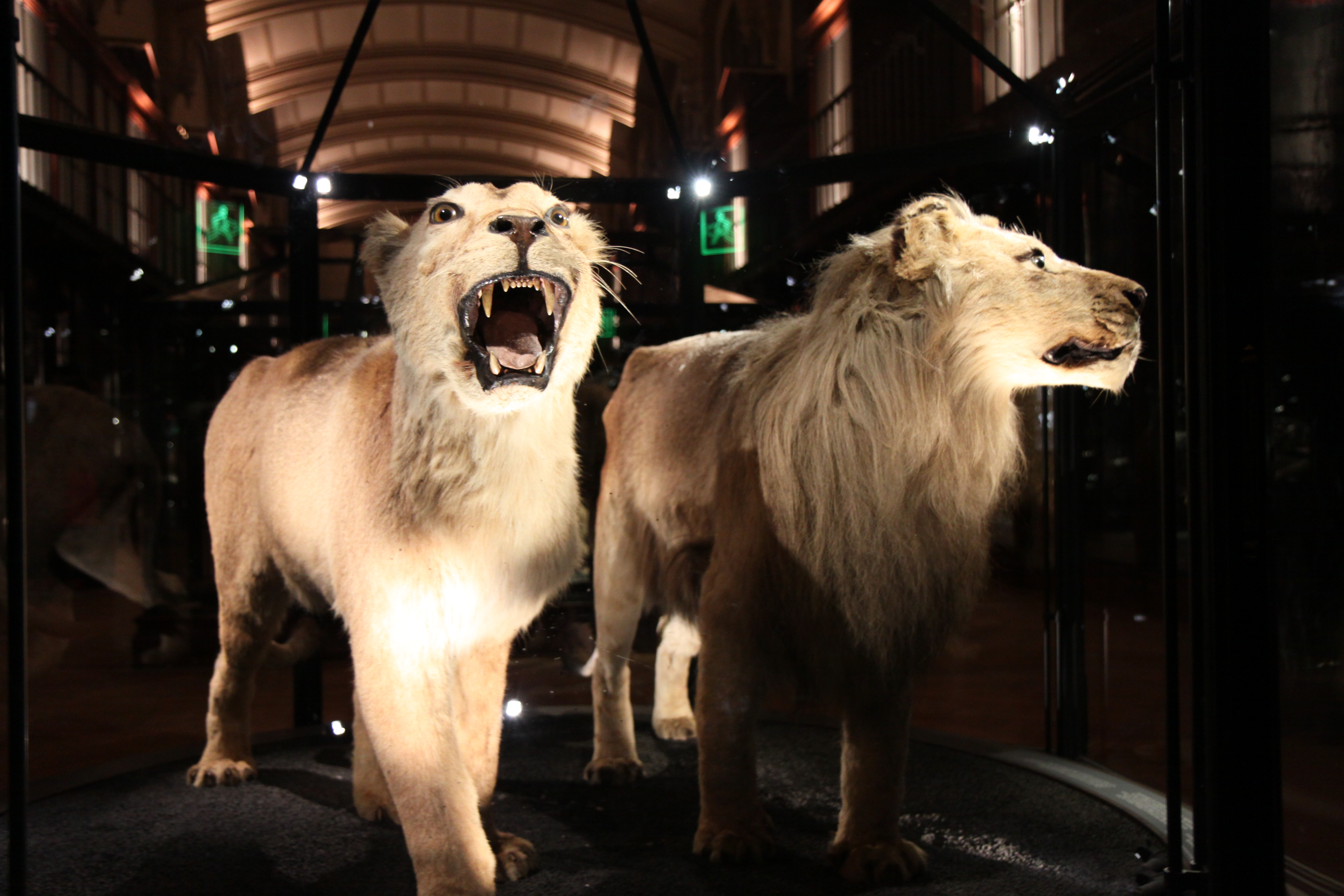